# Kostkowo (województwo pomorskie)
Kostkowo (kaszb. Kòstkòwò, niem. Kostkow) – wieś kaszubska w Polsce położona w województwie pomorskim, w powiecie wejherowskim, w gminie Gniewino
Wieś leży na trasie linii kolejowej Wejherowo-Choczewo-Lębork (obecnie zawieszonej). Wieś jest siedzibą sołectwa Kostkowo w którego skład wchodzi również miejscowość Kowalka (Nowy Młot).
W latach 1954–1968 wieś należała i była siedzibą władz gromady Kostkowo, po jej zniesieniu w gromadzie Gniewino. W latach 1975–1998 miejscowość administracyjnie należała do województwa gdańskiego.
W 2018 dla uczczenia 100-lecia niepodległości na 20-tonowym głazie wydobytym z pola wykuto podziękowania dla Lecha Wałęsy za zasługi dla odzyskania suwerenności przez Polskę i wycofania z niej Armii Radzieckiej.